# بامبانی
بامبانی (به لاتین: Bambani) یک منطقهٔ مسکونی در مجمع‌الجزایر قمر است که در گرند کومور واقع شده‌است.

## خصوصیات
بامبانی ۸۰۰ نفر جمعیت دارد.